# Twilight of the Gods (serie de televisión)
Twilight of the God (en Latinoamérica: El ocaso de los dioses) es una serie de televisión animada para adultos basada en la mitología nórdica. Cuenta con las voces de Sylvia Hoeks, Stuart Martin, Paterson Joseph, Pilou Asbæk, Rahul Kohli, Birgitte Hjort Sørensen, Jamie Clayton, Peter Stormare, Kristofer Hivju y Thea Sofie Loch Næss en los papeles principales.
Coproducida por la compañía estadounidense Stone Quarry Animation y el estudio francés Xilam Animation, la serie se estrenó en Netflix el 19 de septiembre de 2024.

## Reparto
- Sylvia Hoeks como Sigrid, una guerrera mitad humana, mitad jötunn que jura vengarse de Thor después de que este interrumpe su boda y masacra a su clan.
- Stuart Martin como Leif, un rey humano y amante de Sigrid que se une a su búsqueda de venganza.
- Paterson Joseph como Loki Laufeyson
- Pilou Asbæk como Thor Odinson, el sanguinario y malhablado dios del trueno, que desata su ira en la boda de Sigrid y Leif.
- Rahul Kohli como Egill
- Birgitte Hjort Sørensen como Hervor[5]
- Hakeem Kae-Kazim como Baldr
- Peter Franzén como Glaumar
- Paget Brewster como Jarnglumra
- Susan Denaker como Geitla
- Josefin Asplund como Fenja / Menja
- Ben Prendergast como Fjolverkr / Somr / Heimdall
- Jamie Chung como Hela
- Jamie Clayton como Áile
- Peter Stormare como Ulfr
- Kristofer Hivju como Andvari
- John Noble como Odín
- Ray Porter como Jorg / Bolverkr
- Morla Gorrondona como Marja
- Roger Craig Smith como Bjorn
- Corey Stoll como Hrafnkel
- Lauren Cohan como Inge
- Thea Sofie Loch Næss como Thyra[5]
- Tracy Ifeachor como Freya
- Anya Chalotra como Sif
- Ólafur Darri Ólafsson como Rey Tiwaz
- Jessica Henwick como Sandraudiga[6]
- Dave B. Mitchell como Fáfnir
- Yetide Badaki como Dahl
- Tove Lo como Jörmungandr
- Helena Mattsson como Angboda
- Tómas Lemarquis como Odric "Odd"

|}

## Producción
Twilight of the Gods fue concebido por primera vez por Jay Oliva durante una llamada telefónica. John Derderian de Netflix llamó a Oliva durante una cumbre de escritores para su serie animada anterior de Netflix, Trese, para preguntarle si Oliva sabía algo sobre la mitología nórdica. A Oliva se le ocurrió una historia en el momento y le presentó la idea a Derderian. A Netflix le encantó la idea y contactó nuevamente a Oliva para organizarla, preguntándole si a Oliva le gustaría trabajar con su antiguo colaborador Zack Snyder, quien también ya estaba trabajando con Netflix en varios proyectos. Los dos desarrollaron más la idea y luego contrataron a Eric Carrasco como guionista principal, quien eventualmente escribiría los guiones con su equipo de guionistas.
El 24 de junio de 2021, The Hollywood Reporter anunció la formación de KRAKN Animation, que sería una nueva empresa conjunta encabezada por Jay Oliva y Louis-Simon Menard, directores ejecutivos de Lex + Otis y Digital Dimension Entertainment Group, respectivamente. El nuevo estudio crearía la animación de Twilight of the Gods. Uno de los escritores del programa, Eric Carrasco, afirmó que la animación del programa aún tomaría algún tiempo a partir del 10 de abril de 2022, pero que el impactante arte valdría la pena la espera. Posteriormente se confirmó que Carrasco sería productor de la serie, y que Xilam Animation era uno de los estudios detrás de la animación. Durante la gira promocional de Rebel Moon, Zack y Deborah Snyder revelaron que la serie se completaría en el verano boreal de 2024. Proporcionaron una sinopsis básica por primera vez desde el anuncio de la serie, confirmaron el recuento de episodios (ocho) y estimaron una fecha de lanzamiento para fines de 2024.
En junio de 2024, se reveló que Hans Zimmer sería el compositor de la música de la serie.

## Estreno
Twilight of the Gods fue estrenada en Netflix el 19 de septiembre de 2024.